# 中原隆雄
中原 隆雄（なかはら たかお、1931年9月11日 - 2009年1月7日 ）は、日本の経営者。紀陽銀行頭取を務めた。

## 来歴・人物
和歌山県出身。1954年に和歌山大学経済学部を卒業し、同年に紀陽銀行に入行した。1985年6月に取締役に就任し、1989年6月に常務、1991年6月に常任監査役、1994年6月に常務、1995年6月に専務を経て、1998年6月に頭取に就任。2002年4月に取締役相談役に就任。
2009年1月7日、死去。77歳没。